# Фармак
АТ «Фарма́к» (англ. Farmak) — лідер фармацевтичного ринку України за обсягами продажу лікарських засобів у грошовому виразі. Штаб-квартира знаходиться в Києві, голова наглядової ради компанії — Філя Жебровська. Виконавчий директор — Володимир Костюк.
Компанія виробляє понад 400 найменувань лікарських засобів у 14 терапевтичних групах, зокрема протизастудні, ендокринологічні, гастроентерологічні, кардіологічні, неврологічні препарати. Продукція експортується до 60 країн, продається в країнах ЄС, Центральної та Південної Америки, СНД, Близького Сходу, Азії. Компанія має представництва в Узбекистані, Казахстані, Киргистані, Польщі, В'єтнамі та ОАЕ. Член асоціації «Виробники ліків України».

## Історія
1925 — заснований Київський хіміко-фармацевтичний завод ім. Ломоносова.
1950-ті рр. — запуск виробництва рентгеноконтрастних засобів. Розробка та випуск лікарського засобу «Корвалол»; синтез нових лікарських засобів.
1960-ті рр. — виготовлення 27 найменувань ліків.
1970-ті рр. — експорт продукції заводу до понад 20 країн світу, серед яких Німеччина, Франція, Італія, Єгипет, Греція, Ангола.
1990-ті рр. — приватизація Київського хіміко-фармацевтичного заводу ім. Ломоносова та реорганізація підприємства у в АТ «Фармак».
2000-ні рр. — підписання угоди про довготривале партнерство з лідером у галузі розробки та виробництва інсулінів — американською корпорацією Eli Lilly. Компанія запустила виробництво людських генно-інженерних інсулінів за ліцензійною технологією Eli Lilly.
2010—2021 рр. — здобуття позиції лідера фармацевтичного ринку України за обсягами продажу лікарських засобів у грошовому виразі за даними Proxima Research International.
2022 року компанія припинила постачання лікарських засобів до РФ.
У 2015 році «Фармак» запустив новий завод з виробництва активних фармацевтичних інгредієнтів у Шостці.
У 2022 році «Фармак» згорнув представництво компанії у Білорусі.

## Потужності
Має фармацевтичний завод у Києві та завод із виготовлення фармацевтичних інгредієнтів у Шостці Сумської області, володіє лабораторним комплексом R&D для випробування лікарських засобів. Підприємство розробляє близько ста лікарських засобів на базі п'яти лабораторій, щорічно на ринок виходить до 20 препаратів.
Компанія реінвестує в розвиток до 90 % прибутку. Щорічні інвестиції в наукові дослідження й розробки складають близько $15 млн, інвестиції у розвиток бізнесу в Україні за останні 20 років (2002—2022) склали $400 млн.

## Соціальні проєкти
У 2011 році засновано БФ «Фармак», правонаступником якого став Благодійний фонд Родини Жебрівських. Основні напрями діяльності: підтримка армії, охорони здоров'я, освіти, відновлення пам'яток культури, збереження історико-культурної спадщини, надання соціальної допомоги та захисту населенню, подолання наслідків COVID-19.
З 2017 року АТ «Фармак» щороку 3 вересня проводить у Шостці «Біг для здоров'я», присвячений Дню міста Шостка за підтримки міської влади.
У 2018 році ПАТ «Фармак» у співпраці з ГО "Український екологічний клуб «Зелена хвиля» започаткував проєкт «Екошкола». У 2020 році СЕО «Фармак», Володимир Костюк ввійшов до складу Наглядової ради Глобального Договору ООН.
У 2021 році працівники компанії «Фармак» взяли участь у форумі Генеральної Асамблеї ООН, де презентували інноваційний ПЛР-тест.
У 2021 році «Фармак» було відзначено серед топ-5 кращих компаній зі сталого розвитку. Оцінювання проводилося за ESG-критеріями (Environmental, Social and Corporate Governance) (за даними рейтингу «Рейтинг сталого розвитку за ключовими напрямками ESG»).

## Рейтинги
- 2020 — Топ-25 лідерів діджиталізації.[25]
- 2020 — Топ-25 найкращих програм КСВ.[26]
- 2021 — Топ-50 кращих компаній 2021 року.[27]
- 2021 — Топ-25 українських компаній-експортерів.[28]
- 2021 — лідер рейтингу 50 найуспішніших українських брендів за версією видання «Фокус».[29]
- 2021 — 25 найрозумніших компаній України.[30]
- 2022 — 50 найкращих роботодавців 2022.[31]